# Carboni-Lindsey-Reaktion
Die Carboni-Lindsey-Reaktion ist eine Namensreaktion in der organischen Chemie und wurde erstmals im Jahre 1959 von R. A. Carboni und R. V. Lindsey Jr. veröffentlicht. Die Reaktion erlaubt die Synthese von Pyridazin aus Tetrazin und einem Alken.

## Übersichtsreaktion
1,2,4,5-Tetrazin reagiert mit einem Alken unter Abgabe von Stickstoff und Wasserstoff zu einem Pyridazin: 

## Reaktionsmechanismus
Der Reaktionsmechanismus ist in der Literatur beschrieben und beinhaltet eine Diels-Alder-Reaktion zwischen dem Tetrazin und einem Dienophil:
Zunächst findet eine Diels-Alder-Reaktion zwischen dem 1,2,4,5-Tetrazin (1) und dem Dienophil, in diesem Fall dem 1,3-Dien (2), statt. Anschließende Abspaltung und Freisetzung von Stickstoff und Wasserstoff liefert das Pyridazin (3).  